# 디자인 스타
《디자인 스타》는 미국에서 2006년부터 2013년까지 8시즌에 걸쳐 방송된 인테리어 디자인 배틀 프로그램이다.